# Marsupilami (serial animowany)
Marsupilami (1993) – amerykańsko-brytyjsko-australijski serial animowany stworzony przez belgijskiego rysownika i scenarzystę komiksów André Franquina. Wyprodukowany przez The Walt Disney Company i Marsu Productions.
Światowa premiera serialu miała miejsce 18 września 1993 roku na antenie CBS. Ostatni odcinek serialu został wyemitowany 11 grudnia 1993 roku. W Polsce serial do tej pory nie był emitowany.

## Składniki serialu
- Marsupilami – kreskówka z Marsupilami.
- Sebastian the Crab – kreskówka z krabem Sebastianem.
- Shnookums and Meat – kreskówka ze Shnookumsem i Meatem.

## Obsada
- Steve Mackall –
  - Marsupilami,
  - Mąż
- Jim Cummings –
  - goryl Maurice,
  - Norman
- Dan Castellaneta – słoń Stewart
- Steve Landesberg – lampart Eduardo
- Samuel E. Wright – krab Sebastian
- René Auberjonois – szef Louie
- Jason Marsden – Shnookums
- Frank Welker – Meat
- Tress MacNeille – Żona

## Spis odcinków
Rodzaj kreskówki określony jest skrótem:
- M – kreskówka Marsupilami
- StC – kreskówka Sebastian the Crab
- S&M – kreskówka Shnookums & Meat

| Premiera odcinka | N/o | Tytuł angielski                    | Rodzaj kreskówki |
| ---------------- | --- | ---------------------------------- | ---------------- |
|                  |     |                                    |                  |
| SERIA PIERWSZA   |     |                                    |                  |
|                  |     |                                    |                  |
| 18.09.1993       | 01  | Working Class Mars                 | M                |
| 18.09.1993       | 01  | King of the Beach                  | StC              |
| 21.11.1993       | 01  | The Hairy Ape                      | M                |
|                  |     |                                    |                  |
| 25.09.1993       | 02  | Normzan of the Jungle              | M                |
| 25.09.1993       | 02  | Room Service                       | StC              |
| 07.11.1993       | 02  | Bathtime for Maurice               | M                |
|                  |     |                                    |                  |
| 02.10.1993       | 03  | Hole in Mars                       | M                |
| 02.10.1993       | 03  | Crab Scouts                        | StC              |
| 03.10.1993       | 03  | The Treasure of the Sierra Marsdre | M                |
|                  |     |                                    |                  |
| 09.10.1993       | 04  | The Wizard of Mars                 | M                |
| 09.10.1993       | 04  | TV Jeebies                         | StC              |
| 26.09.1993       | 04  | The Puck Stops Here                | M                |
|                  |     |                                    |                  |
| 16.10.1993       | 05  | Mar-Sup-Du-Jour                    | M                |
| 16.10.1993       | 05  | Kung-Fu Kitty                      | S&M              |
| 24.10.1993       | 05  | Romancing the Clone                | M                |
|                  |     |                                    |                  |
| 23.10.1993       | 06  | Toucan Always Get What You Want    | M                |
| 23.10.1993       | 06  | I.Q. You, Too                      | S&M              |
| 07.11.1993       | 06  | Fear of Kites                      | M                |
|                  |     |                                    |                  |
| 30.10.1993       | 07  | Mars' Problem Pachyderm            | M                |
| 30.10.1993       | 07  | Night of the Living Shnookums      | S&M              |
| 17.09.1993       | 07  | Mars Meets Dr. Normanstein         | M                |
|                  |     |                                    |                  |
| 06.11.1993       | 08  | Steamboat Mars                     | M                |
| 06.11.1993       | 08  | Something Fishy                    | S&M              |
| 17.10.1993       | 08  | Someone's in the Kitchen with Mars | M                |
|                  |     |                                    |                  |
| 13.11.1993       | 09  | Hey, Hey! They're the Monkeys!     | M                |
| 13.11.1993       | 09  | Jingle Bells, Something Smells     | S&M              |
| 05.12.1993       | 09  | Prime Mates Forever                | M                |
|                  |     |                                    |                  |
| 20.11.1993       | 10  | Thorn O' Plenty                    | M                |
| 20.11.1993       | 10  | Basic Insting                      | StC              |
| 21.11.1993       | 10  | Witch Doctor is Which?             | M                |
|                  |     |                                    |                  |
| 27.11.1993       | 11  | A Spotless Record                  | M                |
| 27.11.1993       | 11  | A Boy and His Crab                 | StC              |
| 10.10.1993       | 11  | Mars vs. Man                       | M                |
|                  |     |                                    |                  |
| 04.12.1993       | 12  | Cropsy Turvy                       | M                |
| 04.12.1993       | 12  | A Crabby Honeymoon                 | StC              |
| 28.11.1993       | 12  | Safari So Good                     | M                |
|                  |     |                                    |                  |
| 11.12.1993       | 13  | Royal Foil                         | M                |
| 11.12.1993       | 13  | Flambe, Bombe                      | StC              |
| 14.11.1993       | 13  | Jungle Fever                       | M                |
|                  |     |                                    |                  |